# Локаль
Локаль (англ. locale) — у програмуванні набір параметрів, що визначають мову користувача, країну, а також усі особисті налаштування, котрі користувач хоче бачити в інтерфейсі.
Ідентифікатор локалі може визначатися такими засобами:
- У Win32 API ідентифікатор називається LCID і є числом — наприклад, 1033 для англійської мови (США), 1049 для російської мови або 1058 для української.
- У XML, Microsoft .NET та Java, а також в інших середовищах, котрі підтримують Unicode, локаль позначається згідно з RFC 3066 та його наступниками. Зазвичай використовуються коди ISO 639 і ISO 3166-1 alpha-2. Зокрема, в .NET використовується рядок «en-US» для США і т. п.
- В Unix, GNU/Linux та інших платформах POSIX локаль визначається так само як RFC 3066, але варіанти локалі позначаються по-іншому — набір символів також включається в ідентифікатор. Отже, він має такий вигляд:

[language[_territory][.codeset][@modifier]].

## Загальні параметри, що входять до поняття Локаль
Налаштування «Локаль» охоплюють такі установлення формату (вивід даних) дисплея:
- Мова дисплея
- Формат чисел
- Формати дати/часу
- Часовий пояс
- Перехід на зимовий/літній час (Daylight Saving Time — DST)
- Грошовий формат

Вказані формати можуть також охоплювати (або не охоплювати) вхідні налаштування формату, що залежить від кожної програми окремо. Налаштування переходу на зимовий/літній час базуються на налаштуваннях часового поясу. Винятком є розкладка клавіатури, де визначаються тільки налаштування вводу, але не налаштування виводу, бо більшість клавіатур не вважаються пристроями виводу.